# Trolejbusy w Irkucku
Trolejbusy w Irkucku – system trolejbusowy funkcjonujący w mieście Irkuck, stolicy obwodu irkuckiego w Rosji. Został uruchomiony 4 listopada 1970 r. Operatorem jest przedsiębiorstwo Irkutskgortrans.

## Linie
Według stanu z września 2020 r. w Irkucku kursowało 10 linii trolejbusowych.
| Linia | Trasa                                  |
| ----- | -------------------------------------- |
| 1     | ul. Żukowskogo ↔ m/r Sołniecznyj       |
| 3     | m/r Sołniecznyj ↔ pr. Marata           |
| 4     | ul. Swierdłowa ↔ Aeroport              |
| 5     | m/r Uniwiersitietskij ↔ ul. Swierdłowa |
| 6     | ul. Żukowskogo ↔ Aeroport              |
| 7     | ul. Swierdłowa ↔ m/r Pierwomajskij     |
| 7k    | ul. M.Koniewa ↔ m/r Pierwomajskij      |
| 8     | ul. Swierdłowa ↔ m/r Jubilejnyj        |
| 10    | ul. Wołżskaja ↔ ul. M. Koniewa         |
| 10k   | ul. M.Koniewa ↔ m/r Jubilejnyj         |

## Tabor
Stan z 8 września 2020 r.
| Zdjęcie        | Typ            | Eksploatacja od | Liczba |
| -------------- | -------------- | --------------- | ------ |
|                | WMZ-5298.00    | 2004            | 33     |
|                | WMZ-5298.01    | 2018            | 14     |
|                | Trolza-5265.00 | 2011            | 9      |
|                | LiAZ-5280      | 2009            | 8      |
|                | WMZ-170        | 2017            | 6      |
|                | ST-682G        | 2007            | 6      |
|                | ZiU-682G       | 2005            | 5      |
| Łączna liczba: | Łączna liczba: | Łączna liczba:  | 81     |